# Trichocolea rigida
Trichocolea rigida là một loài rêu trong họ Trichocoleaceae. Loài này được R.M. Schust. mô tả khoa học đầu tiên.
Danh pháp khoa học của loài này chưa được làm sáng tỏ. 